# Le Bruit, l'Odeur et Quelques Étoiles
Cet article possède un paronyme, voir Le Bruit et l'Odeur.
Pour plus de détails, voir Fiche technique et Distribution.
Le Bruit, l'Odeur et Quelques Étoiles est un documentaire franco-belge réalisé par Éric Pittard sorti le 20 novembre 2002.

## Synopsis
En 1998, Habib Ould Mohamed dit Pipo est tué alors qu'il tente de voler une voiture. Le documentaire retrace les événements de cette fin d'année à Toulouse à travers trois habitants de la cité du Mirail.

## Fiche technique
- Réalisation : Éric Pittard
- Musique : Zebda
- Société de production :
- Pays d'origine :  France,  Belgique
- Format : couleur - 35 mm
- Durée : 106 minutes

## Distribution
- Hakim Amokrane
- Mustapha Amokrane
- Fatima Belaïd
- Mouloud Belaïd
- Farid Benfodil
- Kader Benguella
- Laurent Boguet
- Simon Cohen
- Pascal Cabero
- Magyd Cherfi
- Farid Mekouchech
- Rémi Sanchez
- Joël Saurin
- Vincent Sauvage